# Dom Pamięci Walk i Męczeństwa Leśników i Drzewiarzy Polskich im. Adama Loreta
Dom Pamięci Walk i Męczeństwa Leśników i Drzewiarzy Polskich im. Adama Loreta – leśniczówka stanowiąca miejsce pamięci polskich leśników i drzewiarzy, którzy poświęcili swoje życie w okresie II wojny światowej, zlokalizowana we wschodniej części Spały (województwo łódzkie, powiat tomaszowski). 

## Historia
Drewniany obiekt w stylu zakopiańskim powstał w 1983. Mieści izbę pamięci (trzy sale) prezentującą pamiątki obrazujące bohaterstwo i męczeństwo polskich leśników i drzewiarzy, a także ich rodzin, w walce z okupantami: niemieckim i sowieckim. Znajdują się tu m.in. zdjęcia, dokumenty, chorągwie oraz urny z ziemią z pól bitewnych II wojny światowej. 
Przy leśniczówce posadowiono pomnik leśnika z drewnianym krzyżem, który został zaprojektowany przez Zbigniewa Władykę z Łodzi i odsłonięty w 1982. 

## Ekspozycja
Na ekspozycję placówki składają się trzy izby:
- Izba Konspiracji Zbrojnej: walka leśników-partyzantów na terenie okupowanej Polski, multimedialny pokaz obrazujący potyczkę zbrojną między Niemcami, a polskim oddziałem partyzanckim, dokumenty, fotografie,
- Izba Pamięci: pamięć poległych w służbie wojskowej na frontach II wojny światowej, symboliczna mapa Europy wskazująca miejsca walk i śmierci leśników, fotografie,
- Izba Hołdu: ofiary egzekucji, zsyłek i masowych mordów dokonanych przez Niemców i Sowietów, części ubioru i przedmioty codziennego użytku, nazwiska osób pomordowanych, muzyka przerywana apelem poległych[1].